# FTD
FTD (Fill Threads Database) was een XML-gebaseerd computerprogramma waarmee gezocht kon worden naar binaire bestanden die gepost werden op usenet. Het programma werd verspreid als freeware voor Windows.
De gebruiker kon op de bestanden reageren en zijn waardering uiten door middel van een spot, een item wat een andere gebruiker op usenet heeft gevonden. Of dit door de gebruiker zelf is geüpload is de verantwoordelijkheid van de gebruiker. Omdat FTD alleen met spots werkte, en alle illegale praktijken afwees, zoals het aanvragen van een crack, was FTD een legaal programma. FTD kon niet gebruikt worden om te downloaden. Daarvoor moest gebruikgemaakt worden van een newsreader, zoals Newsleecher.

## Het idee achter FTD
Het idee achter FTD was dat mensen die iets vinden (hierna: spotten) op usenet dat meldden bij FTD. Dit spotten kon betekenen dat je zelf iets op usenet hebt gezet, of dat je iets hebt gezien wat anderen interessant kunnen vinden. Op FTD kon je vervolgens de spot melden, en deze kon dan een nummer dat in de naam van de berichten kan worden gezet, waardoor bestanden makkelijk terug te vinden waren. Ook kon er meer ondersteuning worden gegeven, omdat er meer contact was tussen de spotter en de downloader. Met ondersteuning werd vooral bedoeld: informatie over de bron geven en het helpen met het compleet krijgen van de download.

## Werking
Bij FTD hoefde men niet per se iets te uploaden wilde men toegang krijgen tot het FTD-systeem. Men had een account nodig om in te kunnen loggen. Bij het eerste keer opstarten werd men begeleid in het registreren om zo een account te verkrijgen.
Daarna werden middels een update de laatste spots gedownload.
Hierna kon men twee dingen doen: een spot zoeken en bekijken of een spot aanmelden.

### Een spot zoeken en bekijken
Als men een spot wilde bekijken kon men zoeken op naam of postnummer. Daarna kon men de spot aanklikken en de gewenste informatie bekijken. Deze informatie bestond meestal uit bestandsnaam, nieuwsgroep, en daadwerkelijke informatie over de spot zelf.
Ook kon men de posts sorteren op het soort bestand (applicatie, film en muziek bijvoorbeeld). In het programma kon men ook reageren en kudos (waardering) weggeven.

### Een spot aanmelden
Wanneer iemand iets had gezien of verwacht op usenet, kon dit door middel van een spot aangemeld worden. Mensen konden dan vragen stellen en een blijk van waardering geven. Spotters konden ook kijken of de spot gewaardeerd wordt, en hem eventueel aanpassen. Kudos (blijk van waardering) konden al gegeven worden.
Op een spot hoefde de spotter uiteraard geen ondersteuning te geven, maar degene die de spot heeft aangemeld werd vaak wel gezien als hulp-lener wanneer er vragen zijn betreffende de spot.

## Voordelen
FTD had verschillende voordelen.
Ten eerste kon de downloader makkelijker informatie zoeken over beschikbare data op usenet. Normaal zou de downloader op naam moeten zoeken naar een post maar dit was niet meer noodzakelijk bij FTD; hier stond alles in een geordende lijst.
Ten tweede was er meer ondersteuning dan zonder FTD. Mensen konden hulp vragen aan andere gebruikers of de spotter zelf en dit voorkwam gevallen waar het werkend krijgen van de post niet lukte.
Ten derde was FTD geheel Nederlands. Dit zorgde ervoor dat nieuwsgroepen open werden voor meer mensen.

## De software
De FTD-software was beschikbaar voor Windows.
Op het moment van schrijven is de nieuwste versie 3.8.5, en is de beta van 4.0 uitgegeven. Deze versie heeft voor de normale gebruiker niet zoveel nut, want FTD was bezig met een nieuwe versie te ontwikkelen, toen FTD werd stopgezet. (zie onder). FTD 4.0 beta is uitgegeven om de gebruikers te laten zien hoe FTD 4.0 zou worden, maar kan niet gebruikt worden voor het algemene doel van FTD, spotten, de gekoppelde bestanden vinden en uiteindelijk de download verkrijgen.
Op 12 oktober 2008 werd FTD 3.8.4 geïntroduceerd. Hierin werd het door FTD zelf ontwikkelde FTD PAP (Prepaid Advertising Programma) systeem verwerkt. Dit maakte het mogelijk advertenties weer te geven in FTD ("vrienden van FTD" hebben de mogelijkheid dit uit te schakelen), na 7 jaar zonder reclame gedraaid te hebben. De versie met het PAP systeem was vanaf toen verplicht actief.

## OpenFTD
Er was ook een opensourcevariant van FTD in omloop genaamd OpenFTD. In eerste instantie was deze variant gericht op Linux, maar later verschenen ook versies voor Windows en Mac OS X. Deze versie was vrij van het PAP-systeem en bevatte geen reclame. Sinds versie 1.2.0, uitgebracht op 5 april 2009, is ook hier de NZB-knop weggehaald.
Ondersteuning voor beide programma's werd gegeven op het "FTD Forum".

## FTD en BREIN
Doordat de Nederlandse anti-piraterijstichting BREIN is begonnen met een offensief tegen Usenet hebben de makers van FTD besloten een aantal wijzigingen door te voeren in het programma. Daarom is er op 12 maart 2009 versie 3.8.5 uitgebracht die de NZB-knop weghaalt en de statussen bij posts niet meer toont. Daarnaast is het niet meer mogelijk om herstelbestanden bij een post aan te melden en zijn hyperlinks niet meer toegestaan.
Er waren externe programma's die de functionaliteit van de knop weer terugbrengen, zoals KoalaFTD, FTDWatchdog en NZBuddy.
Op 15 mei heeft FTD BREIN gedagvaard vanwege haar uitlatingen dat FTD illegaal zou zijn. Brein beschuldigde FTD van het "faciliteren van illegaal uploaden" en noemde FTD's activiteiten zelfs "zonder meer strafbaar". FTD eiste een publieke rectificatie van deze uitlating en wilde bovendien een verklaring van de rechter dat zij gewoon legaal handelt.
Op woensdag 9 februari 2011, verloor FTD.BV de rechtszaak tegen BREIN. Het Nederlandse internetforum FTD moest alle verwijzingen naar auteursrechtelijk beschermde werken verwijderen. Dit heeft de rechtbank in Haarlem op 9 februari bepaald in een zaak tussen het forum en auteursrechtenorganisatie Brein.
FTD is door het verliezen van deze rechtszaak op 1 maart 2011 officieel gesloten. Op hun website boden ze een tijd de mogelijkheid een dankwoord te plaatsen in een gastenboek.